# Märkjärvi
Märkjärvi är en sjö i Finland. Den ligger i kommunen Itis i landskapet Kymmenedalen, i den södra delen av landet, 120 km nordost om huvudstaden Helsingfors. Märkjärvi ligger 71,4 meter över havet. I omgivningarna runt Märkjärvi växer i huvudsak blandskog. Den är 15,6 meter djup. Arean är 4,23 kvadratkilometer och strandlinjen är 26,87 kilometer lång. Sjön  ingår i Kymmene älvs huvudavrinningsområde. 